# Битка код Фредерикије
Битка код Фредерикије одиграла се 6. јуна 1849. године између данских снага са једне и шлезвигхолштајнских снага са друге стране. Битка је део Првог шлезвичког рата и завршена је победом Данске.

## Битка
После неуспеха код Колина, део данских снага повукао се у тврђаву Фредерикија, а главнина на острво Фин. Шлезвигхолштајнска армија под командом пруског генерала Едуара Бонина блокирала је Фредерикију са око 10.000 људи. Дански генерал Рије неопажено је пребацио ноћу са Фина већи де снага у Фредерикију и 6. јула, са око 20.000 људи извршио снажан напад на шлезвигхолштајнске трупе и нанео им тежак пораз. Немци су изгубили око 3000 војника и готово сву пољску опсадну артиљерију, а Данци око 1700 погинулих и рањених. После овог пораза, Немци су евакуисали Јиланд и повукли се у Шлезвиг.